# Max Seippel

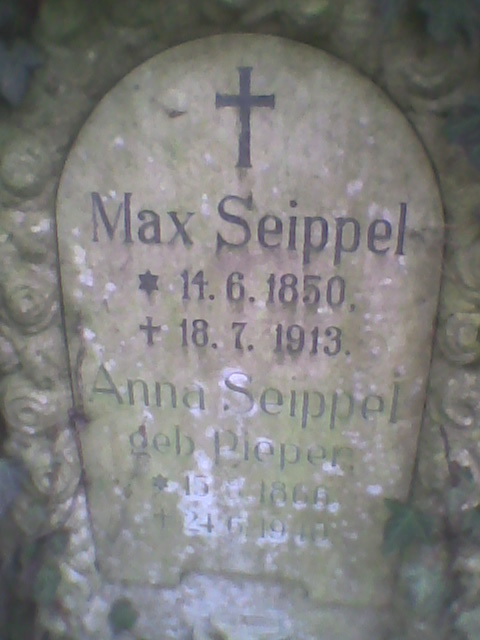
Grabstein Max Seippels und seiner Ehefrau auf dem Friedhof in Marburg

Max Seippel (* 14. Juni 1850 in Langendreer, heute Stadtteil von Bochum; † 18. Juli 1913 in Marburg) war ein deutscher Schriftsteller.

## Leben
Seippel wurde als Sohn eines evangelischen Pfarrers geboren. In einer Maschinenfabrik machte er eine Kaufmannslehre. Diesem Beruf ging er auch später in Bochum nach.
In den 1890er Jahren wurde Seippel Mitglied des Allgemeinen Schriftsteller-Vereins. Die von ihm gepflegten literarischen Gattungen waren das Feuilleton, Lyrik und Jugenderzählungen. Im Laufe der Jahre entstand so eine Folge von sechs selbständigen Buchveröffentlichungen. 1891 gründete er ein eigenes Buchdruckerei-Gewerbe in Bochum, das Papierwaren und Drucksachen produzierte. Nach dem Verkauf des Unternehmens zog er 1906 nach Marburg, wo er bis zu seinem Tod als Rentner lebte. Er war verheiratet mit Anna Seippel, geb. Pieper (1866–1940).
Max Seippel ist am 16. Oktober 1883 in die Freimaurerloge Zu den drei Rosenknospen in Bochum aufgenommen worden. Nach seinem Umzug war er „ständig besuchender Bruder“ und Ehrenmitglied der Loge Marc Aurel zum flammenden Stern in Marburg.

## Werke
- Das Maiabendfest in Bochum. Selbstverlag, Bochum 1881, urn:nbn:de:hbz:6:1-2469.
- Gudula von Hardenberg. Eine Erzählung aus den Tagen Engelbert's III. von der Mark und Dortmund's großer Fehde. Reißner, Leipzig 1891.
- Bochum einst und jetzt. Ein Rück- und Rundblick bei der Wende des Jahrhunderts. Rheinisch-Westfälische Verlags-Anstalt, Bochum 1901, urn:nbn:de:hbz:6:1-2487.
  - Bochum einst und jetzt. Ein Rück- und Rundblick bei der Wende des Jahrhunderts. Originalgetreuer Reprint mit einem Nachwort von Jörg-Ulrich Fechner. Hrsg.: Jörg-Ulrich Fechner. Schürmann und Klagges, Bochum 1991, ISBN 978-3-920612-35-5.
- An den Quellen. Pusch, Bad Wildungen 1908.
- Der kleine Jakob. Eine Erzählung für Kinder. Weise, Stuttgart 1909.
- Drei Burgen und drei Türme. Schilderungen und Lebensbilder aus der Grafschaft Mark. Märkische Druck und Verlags Anstalt, Witten 1911.